# Skalniczka stokowa

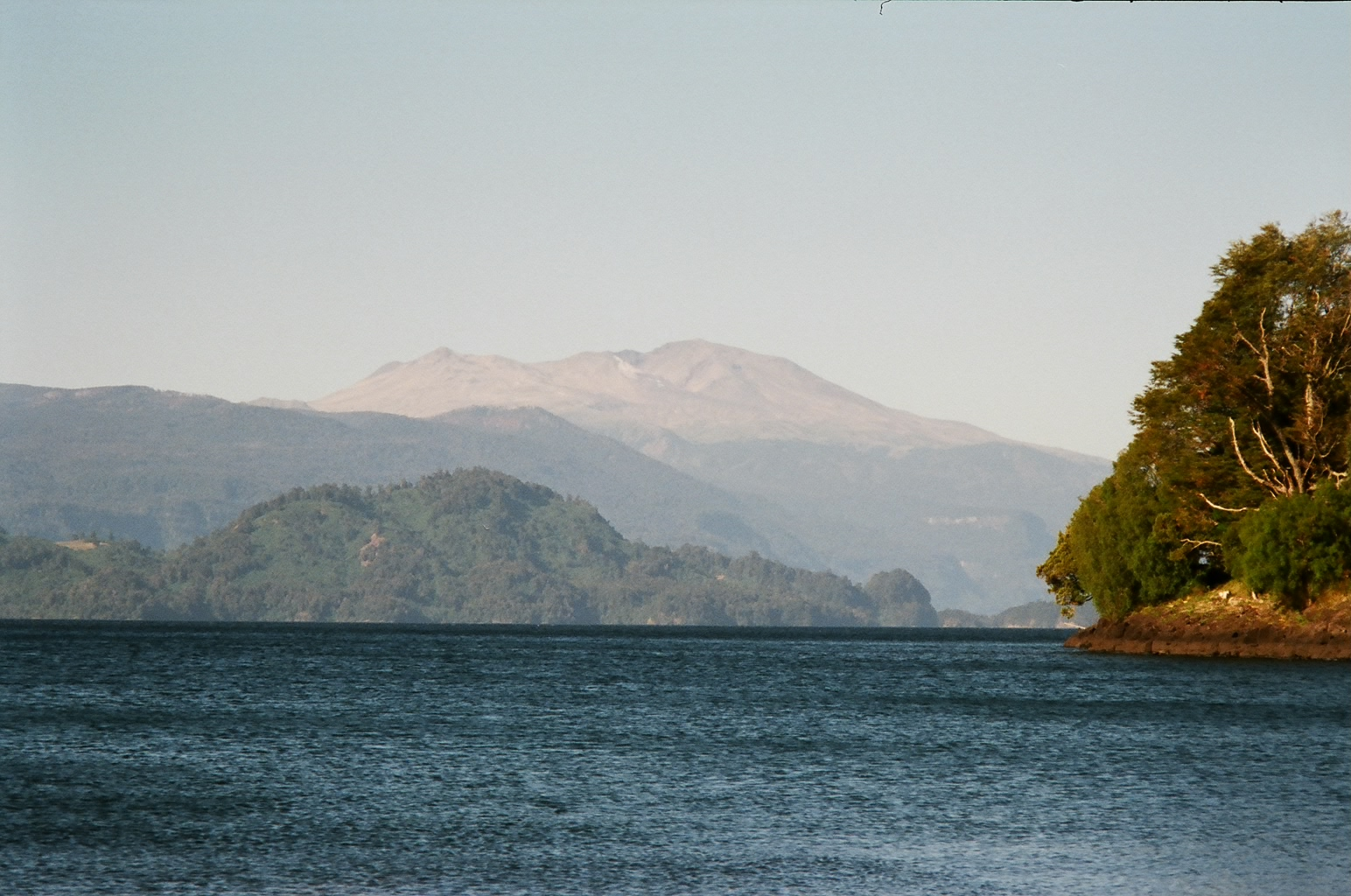
Zbocza wulkanu Puyehue

Skalniczka stokowa (Aconaemys porteri) (ang. Porter’s Rock Rat) – gatunek gryzonia z rodziny koszatniczkowatych (dawniej: koszatniczki) (Octodontidae)  – zamieszkująca tereny między 900 a 2000 m n.p.m. w prowincji Osorno w Chile, oraz sporadycznie w Argentynie. Spotkać je można od północno-wschodnich zboczy wulkanu Puyehue, po jezioro Nahuel Huapí (hiszp. Lago Nahuel Huapí) na stronie argentyńskiej. A. porteri podobnie jak wszystkie koszatniczkowate są roślinożercami.
Pearson (1984) uważał Aconaemys porteri za podgatunek A. fuscus. A. porteri jest jednak wyraźnie od niego mniejszy. Gallardo i Reise (1992) na podstawie badań dowodzą, że zarówno morfologicznie jak i genetycznie są to odrębne gatunki Aconaemys.